# Georgui Castañeda
Georgui Castañeda Tsounova (ur. 2 sierpnia 1976 w Mytiszczi jako Gieorgij Kastanieda, ros. Георгий Кастанеда) – peruwiański szachista pochodzenia rosyjskiego, arcymistrz od 2009 roku.

## Kariera szachowa
W turniejach międzynarodowych zaczął uczestniczyć po rozpadzie Związku Radzieckiego, na światowej liście rankingowej debiutując 1 stycznia 1993 roku. Do końca lat 90. startował w turniejach rozgrywanych w Rosji oraz w Polsce (m.in. Katowice 1993, Rowy 1998, Świdnica 1998 i 1999, Warszawa 1999, Bydgoszcz 1999). W 1999 r. zadebiutował w finale indywidualnych mistrzostw Peru, kolejne starty w finałowych turniejach notując w latach 2000 i 2002. Od 2000 r. na arenie międzynarodowej reprezentuje barwy Peru, w tym również roku wystąpił w drużynie tego kraju na szachowej olimpiadzie w Stambule. W 2003 r. podzielił II m. (za Johanem Hellstenem) w kołowym turnieju w Santa Cruz. Na przełomie 2005 i 2006 r. zwyciężył w Donskoju. W 2006 r. podzielił I m. (wspólnie z Rufatem Bagirowem, Aleksandrem Złoczewskim i Aleksiejem Chruszczowem) w Tuli, wypełniając pierwszą normę na tytuł arcymistrza. Drugą uzyskał w 2007 r. ponownie w Tuli, zajmując II m. (za Władimirem Afromiejewem) w memoriale Aleksandra Kotowa. W 2009 r. zajął II m. (za Michaiłem Simancewem) w Charkowie oraz podzielił I m. (wspólnie z Rufatem Bagirowem) w Moskwie.
Najwyższy ranking w dotychczasowej karierze osiągnął 1 listopada 2011 r., z wynikiem 2522 punktów zajmował wówczas 3. miejsce wśród peruwiańskich szachistów.